# Abba – The Tour

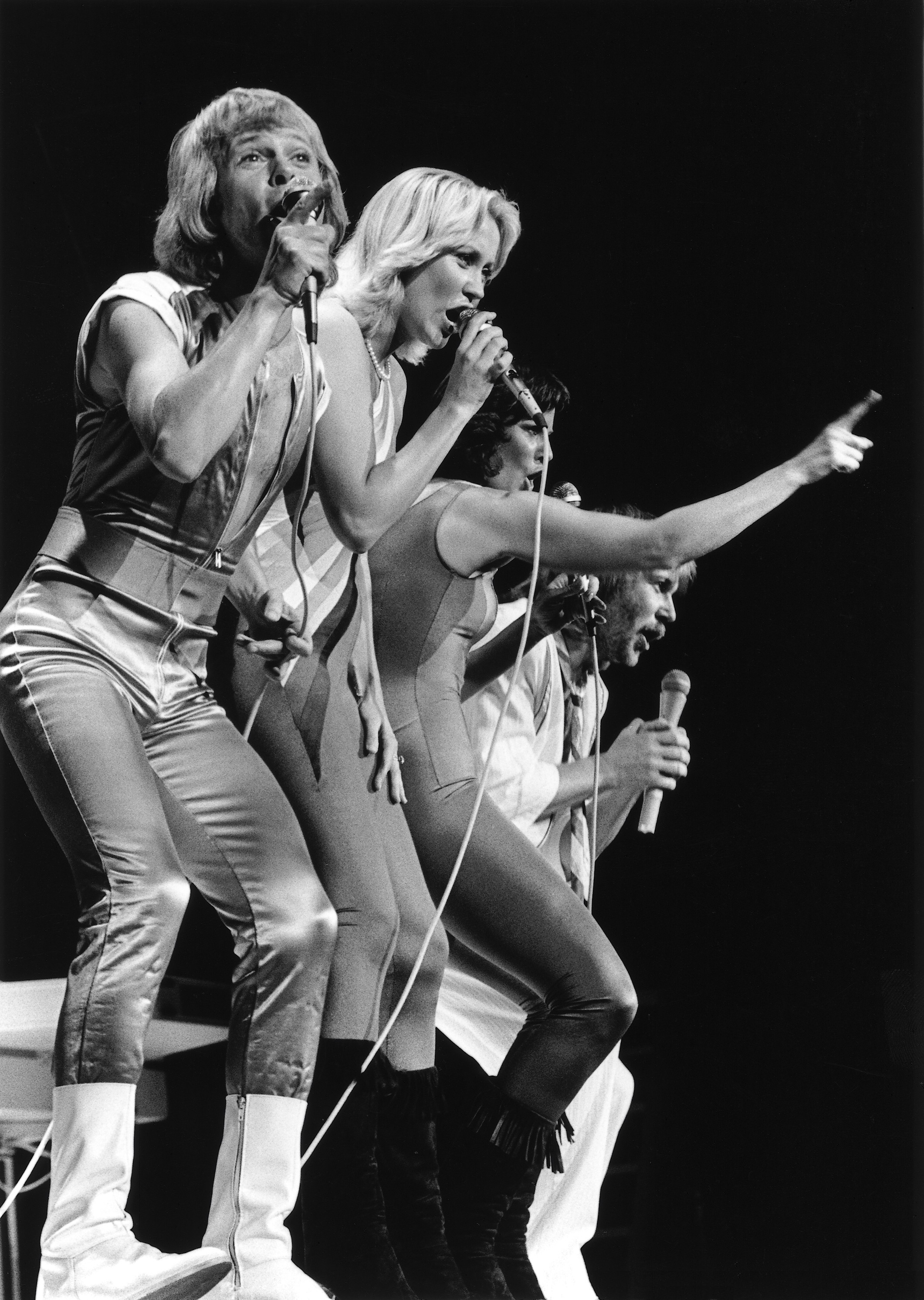
Abba framträder i Edmonton, Kanada, september 1979.

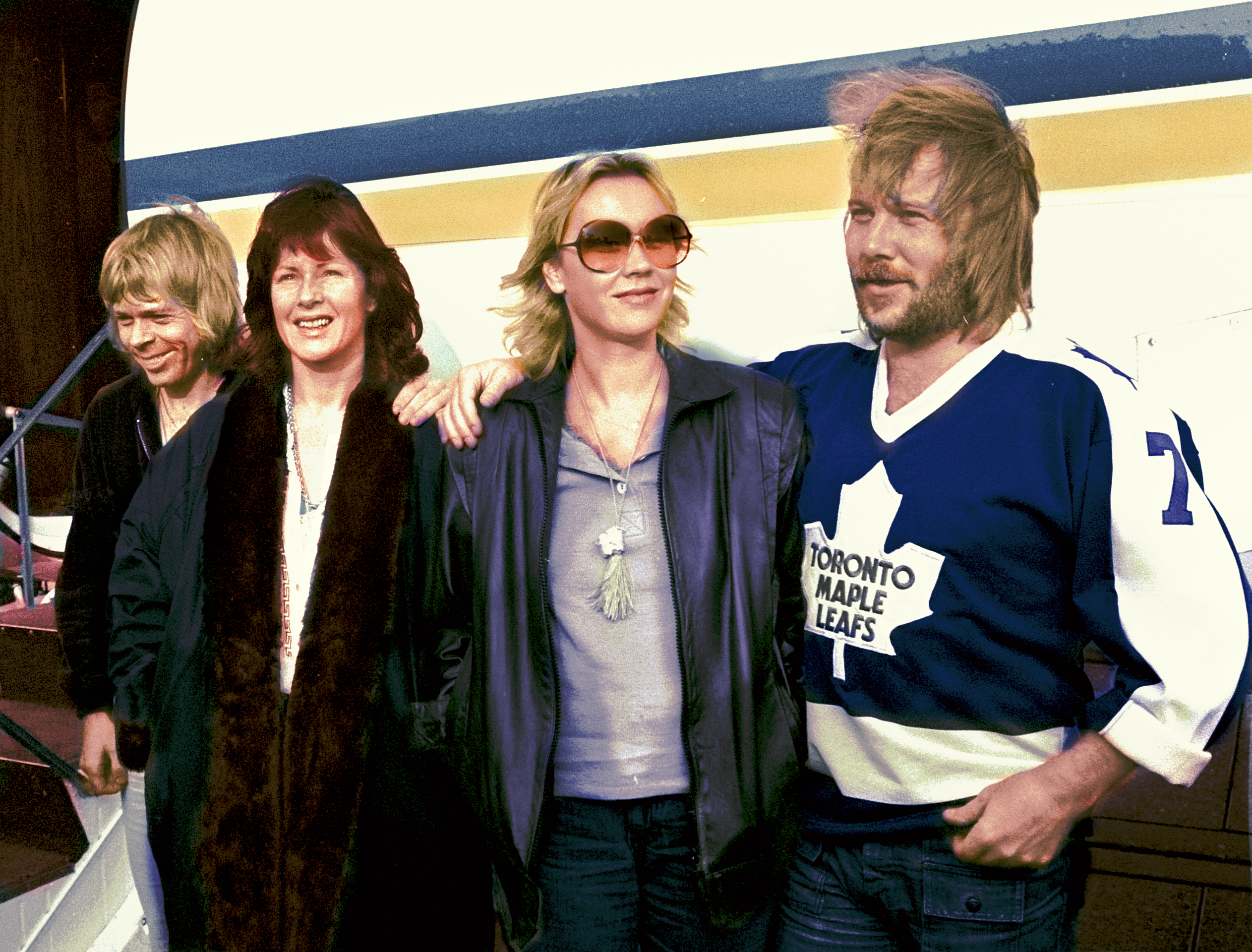
Abba anländer till Rotterdam inför konserten 24 oktober 1979.

Abba – The Tour kallades den konsertturné som den svenska popgruppen Abba genomförde hösten 1979 och våren 1980. Detta var gruppens tredje internationella turné efter en Europaturné 1974-1975 samt en världsturné genom Europa och Australien 1977 och den kom att bli gruppens sista turné.

## Historik
Efter att gruppen släppt albumet Voulez-Vous i april 1979 bestämdes att gruppen skulle genomföra en turné samma höst. För första gången förlades gruppens livekonserter till Nordamerika. Turnén inleddes den 13 september i Edmonton, Kanada. Vid denna konsert framfördes balladen One Man, One Woman, vilken därefter togs bort från låtlistan. Den amerikanska delen av turnén avslutades i Toronto den 9 oktober. Därefter inleddes den europeiska delen av turnén med en konsert i Göteborg den 19 oktober. Denna del av turnén avslutades i Dublin, Irland, den 15 november. Våren 1980 förlängdes turnén med konserter i Japan, där gruppen aldrig tidigare uppträtt live. Totalt gavs 11 konserter i Japan, varav sex stycken i huvudstaden Tokyo.
Konserterna i London, Storbritannien, i november 1979 filmades av Sveriges Television och sammanställdes i TV-specialen Abba in Concert, vilken även varit utgiven på VHS och DVD. Turnén i Japan dokumenterades och utgavs som en del av DVD:n Abba in Japan 2010.